# (7945) Kreisau
(7945) Kreisau  es un asteroide perteneciente al cinturón de asteroides, descubierto el 13 de septiembre de 1991 por Lutz Dieter Schmadel  y Freimut Börngen desde el Observatorio Karl Schwarzschild, en Alemania.

## Designación y nombre
Kreisau se designó inicialmente como 1991 RK7.
Se llama así en memoria de un grupo de resistencia antinazi formado en 1942 en Silesia en la granja Kreisau, propiedad familiar de Helmuth James von Moltke. Los miembros del grupo, llamado Círculo de Kreisau, eran principalmente personas conservadoras de diversos orígenes sociales y actitudes políticas. Consideraban la posibilidad de eliminar el régimen fascista y revisar el carácter ético y político de Alemania. La mayoría de los miembros fueron ejecutados tras el intento de asesinato del líder fascista en julio de 1944.

## Características orbitales
Kreisau orbita a una distancia media del Sol de 2,176 ua, pudiendo acercarse hasta 1,910 ua y alejarse hasta 2,441 ua. Tiene una excentricidad de 0,122 y una inclinación orbital de 4,011° grados. Emplea en completar una órbita alrededor del Sol 1172,20 días.

## Características físicas
Su magnitud absoluta es 14,34. Tiene 3,670 km de diámetro. Su albedo se estima en 0,290.